# Раскладушка (телефон)

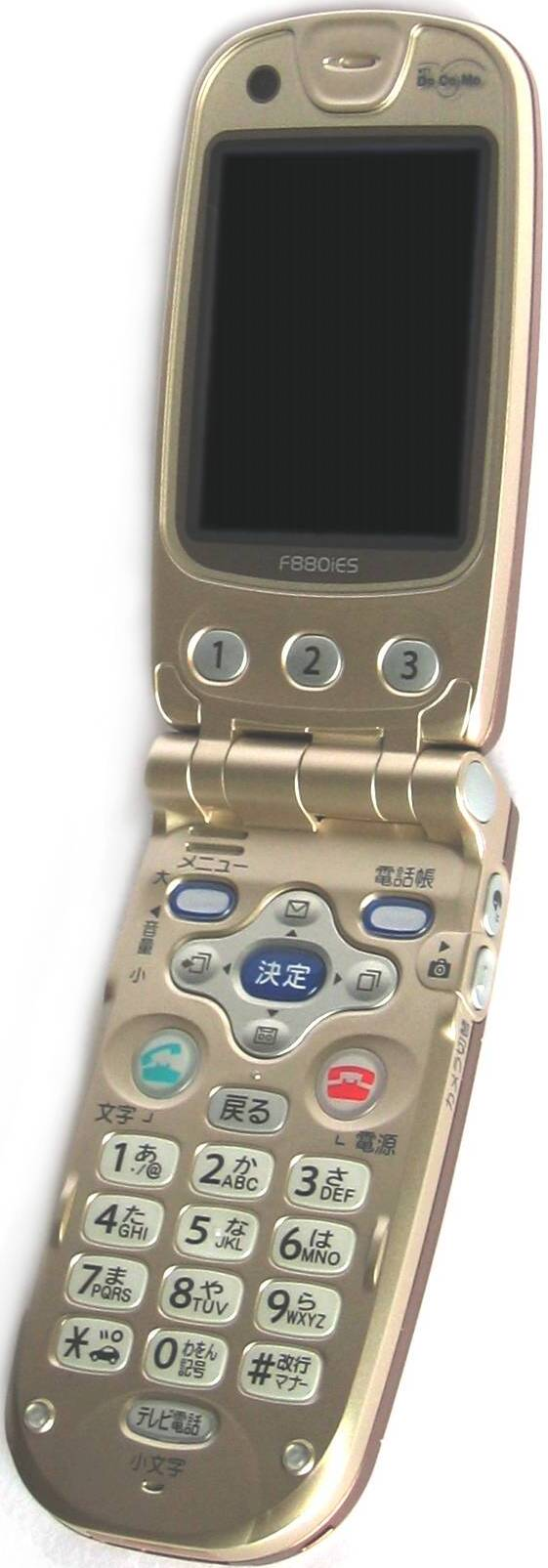
Телефон с корпусом типа «раскладушка» (в открытом состоянии)

Раскладу́шка (в просторечии «ракушка») — тип корпуса мобильного телефона, который состоит из двух частей, соединённых шарниром. На одной из частей располагаются клавиатура телефона, аккумулятор, микрофон и основные электронные элементы, а на другой располагаются дисплей и динамик (в зависимости от модели телефона расположение элементов может отличаться от указанного). Первый телефон в таком форм-факторе появился в 1996 году (Motorola StarTAC).

## Преимущества и недостатки
Преимущества
- В закрытом состоянии (когда обе части телефона сложены вместе) клавиатура и дисплей хорошо защищены от внешних воздействий.
- Исключены случайные нажатия клавиатуры в сложенном состоянии.
- Простота использования: «открыл — говоришь, закрыл — разговор окончен».
- В сложенном состоянии, как правило, телефоны-раскладушки компактнее, чем телефоны с традиционным корпусом.
- В раскрытом же состоянии, наоборот, раскладушки больше обычных телефонов, что позволяет разместить в телефоне большой экран и большие, удобные кнопки.
- При раскрытии динамик телефона оказывается около уха, а микрофон около рта человека, что психологически комфортней — нет так называемого «разговора в пустоту», характерного для миниатюрных современных телефонов и доставляющего некоторым пользователям неприятные ощущения.

Недостатки
- Несколько меньшая надёжность из-за наличия движущихся частей (слабость конструктива шарнира; «перегибаемость» гибкого шлейфа, соединяющего обе части телефона).
- Некоторые дешёвые модели телефонов слишком сложно открыть одной рукой. Также у дешёвых моделей может не быть внешнего экрана.
- Современные (с 2012 года) сенсорные телефоны (наподобие Apple iPhone) принципиально неисполнимы в виде раскладушки, хотя стали появляться сенсорные модели раскладушек с гибким дисплеем, такие как Samsung Galaxy Z Flip, а затем и более старшие модели, однако, отличающиеся низкой надёжностью — падения с высоты рук среднестатического пользователя для этих гаджетов как правило фатальны, и приводят к выходу дисплея из строя. Motorola предложила телефон, состоящий из моноблока и прозрачной крышки с динамиком, но он распространения не получил.